# Küstenlandschaft Bottsand - Marzkamp u. vorgelagerte Flachgründe
Küstenlandschaft Bottsand - Marzkamp u. vorgelagerte Flachgründe este o arie protejată (arie specială de conservare — SAC, sit de importanță comunitară — SCI) din Germania întinsă pe o suprafață de 5.483 ha, integral pe uscat.

## Localizare
Centrul sitului Küstenlandschaft Bottsand - Marzkamp u. vorgelagerte Flachgründe este situat la coordonatele 54°26′27″N 10°21′05″E / 54.4408°N 10.3514°E.

## Înființare
Situl Küstenlandschaft Bottsand - Marzkamp u. vorgelagerte Flachgründe a fost declarat sit de importanță comunitară în septembrie 2004 pentru a proteja 1 specie de animale. Situl a fost protejat și ca arie specială de conservare în ianuarie 2010.

## Biodiversitate
Situată în ecoregiunea continentală, aria protejată conține 12 habitate naturale: Terase mlăștinoase și terase nisipoase neacoperite de apă la reflux, Lagune de coastă, Golfuri mici largi și golfuri puțin adânci, Recifuri, Vegetație anuală la limita mareei, Vegetație perenă pe țărmurile stâncoase, Faleze cu vegetație de pe coastele atlantice și baltice, Pășuni atlantice udate de apa mării (Glauco-Puccinellietalia maritimae), Dune mobile cu vegetație embrionară, Dune mobile de-a lungul țărmului cu Ammophila arenaria („dune albe”), Dune de coastă fixe cu vegetație erbacee („dune gri”), Depresiuni intradunale umede.
La baza desemnării sitului se află o specie protejată de  mamifere: marsuin (Phocoena phocoena)